# Villa rustica (Zofingen)

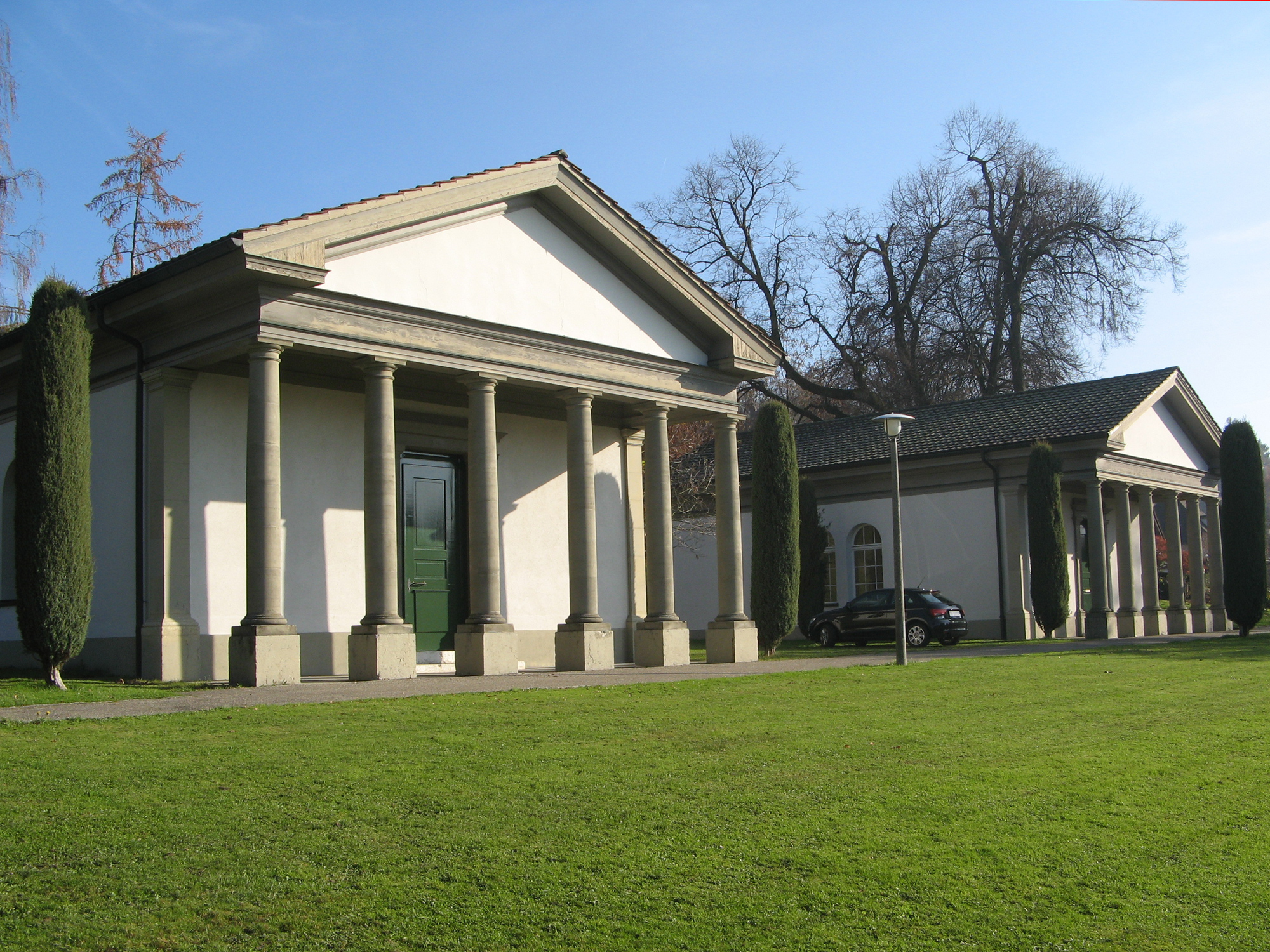
Klassizistische Schutzbauten

Die Villa rustica von Zofingen (umgangssprachlich auch «Römerbad» genannt) war ein römischer Gutshof auf dem Gebiet der Stadt Zofingen in der Schweiz. Er bestand von der Mitte des 1. bis zum 4. Jahrhundert und war der grösste Gutshof, der bis heute im Kanton Aargau entdeckt worden ist. Im Jahr 1826 kamen Mosaikfussböden zum Vorschein, woraufhin zwei klassizistische Schutzbauten errichtet wurden, um diese dauerhaft zu erhalten. Die Mosaiken und die am Hirschparkweg stehenden Schutzbauten sind ein Kulturgut von nationaler Bedeutung.

## Geschichte

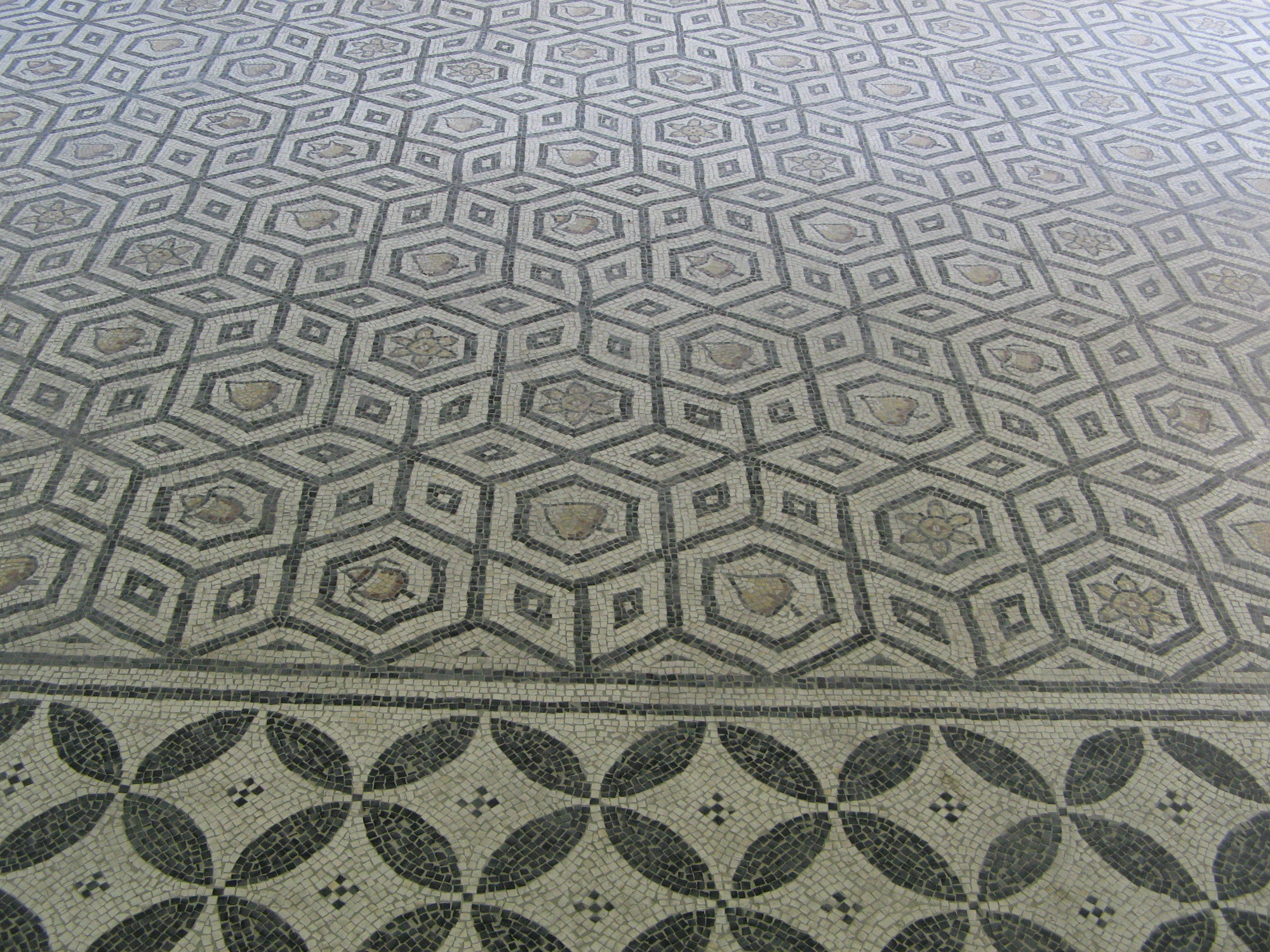
Ansicht des Mosaikfussbodens im südlichen Schutzbau

Während der römischen Herrschaft existierte im Bereich der Zofinger Altstadt ein kleiner Vicus, der aus einem helvetischen Dorf hervorgegangen war; sein lateinischer Name ist nicht überliefert. Aufgrund wiederholter Funde von Gegenständen nahmen humanistische Gelehrte der frühen Neuzeit fälschlicherweise an, Zofingen gehe auf eine römische Stadt namens Tobinium zurück.
Im Oktober 1826 hob Amtsschreiber Samuel Rudolf Sutermeister auf seinem Grundstück, rund 300 Meter südlich der Altstadt am Fusse des Heiternhügels gelegen, eine Grube aus. Dabei stiess er auf Mauerwerk, Teile eines Mosaikfussbodens und eine Münze. Die folgenden, von der Stadt finanzierten Ausgrabungen dauerten bis in den Herbst 1827. In der Bevölkerung setzte sich die Bezeichnung «Römerbad» durch, zumal auch eine mineralhaltige Quelle und Tonröhren entdeckt worden waren. Auch der von Sutermeister in der Nähe eröffnete Gasthof, der bis heute besteht, erhielt diesen Namen. Übertriebene Vorstellungen, bei den Ruinen handle es sich um die Thermen Tobiniums, wichen jedoch bald der realistischeren Einschätzung, dass man auf die Überreste eines Gutshofes gestossen war.
Die Mosaikfussböden befanden sich in einem bemerkenswert guten Zustand. Um sie vor Witterungseinflüssen geschützt sichtbar belassen zu können, entstanden 1830/31 zwei klassizistische Schutzbauten. Von 1938 bis 1940 nahm man erstmals Renovationsarbeiten an den Mosaiken vor. Der Bau eines Kindergartens auf einem Nachbargrundstück hatte 1949 weitere Sondiergrabungen zur Folge. 1958 stiess man beim Neubau einer Färberei auf das ehemalige Tor zum Gutshofgelände sowie auf einen Teil der Umfassungsmauer. In den Jahren 1973 bis 1975 erfolgten eine umfassende Konservierung der Mosaiken und die Restaurierung der Schutzbauten. Seither steht die Anlage unter Denkmalschutz. 1986/87 führte die Kantonsarchäologie Aargau weitere Grabungen im südlichen Teil des Geländes durch.

## Bauwerke

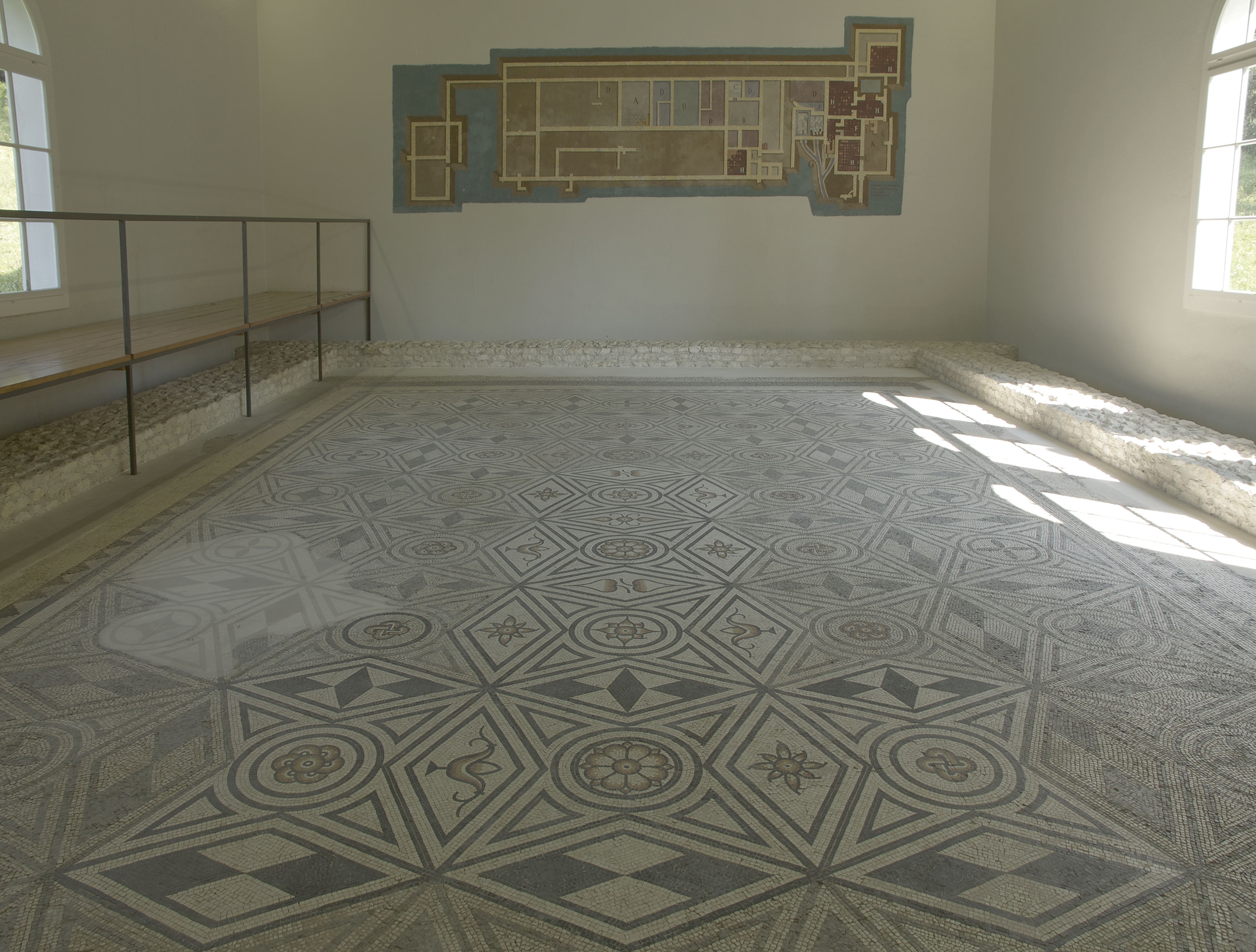
Mosaik im nördlichen Schutzbau

Die zwei identischen Schutzbauten wurden im Auftrag der Stadt Zofingen errichtet. Dabei übernahm die Schweizerische Künstlergesellschaft die Federführung. Elemente aus drei verschiedenen Projekten flossen schliesslich in den Entwurf des einheimischen Baumeisters Siegmund Hürsch und des Maurermeisters Samuel Wullschleger. Die beiden Bauten aus verputztem Fachwerk wirken gedrungen und weisen die Form antiker Prostylos-Tempel auf, mit Giebeldach und Säulenportikus.
Diverse Kleinfunde lassen darauf schliessen, dass der Zofinger Gutshof um die Mitte des 1. Jahrhunderts errichtet wurde. Das Hauptgebäude war rund 120 Meter lang und besass drei Haupt- sowie mehrere Nebenräume; hinzu kamen gesonderte Ökonomiebauten. Der Gutshof diente neben zahlreichen anderen in der Gegend hauptsächlich zur Lebensmittelversorgung des Legionslagers in Vindonissa (heute Windisch). Die meisten hier gefundenen Münzen stammen aus dem 3. Jahrhundert, die letzten aus der Regierungszeit von Konstantin dem Grossen (zwischen 306 und 337). Nach den Plünderungszügen der Alamannen um 260 dürfte der Gutshof nur noch vorübergehend bewohnt gewesen sein, bis er schliesslich im ersten Viertel des 4. Jahrhunderts aufgegeben wurde.
Das Herrenhaus gehörte mit seiner achsensymmetrischen Bauweise zu den Villen mit offener Säulenhalle und vorspringenden Gebäudeteilen. Die Schutzbauten stehen über dem Mitteltrakt des Herrenhauses, der den Wohnbereich umfasste. Im nördlichen Schutzbau befindet sich ein Mosaik mit einer Grösse von 9,9 auf 6,6 m; es ist mehrfarbig und zeigt Rauten- und Blumenmuster. Der nördliche Schutzbau überspannt drei Räume, davon zwei mit Mosaiken. Das erste (7,3 × 5,6 m) zeigt farbige Blumenmotive inmitten von Rauten und Sechsecken, das zweite (3 × 3,9 m) ist schwarzweiss und schachbrettartig gemustert.